# Saint-Loup-Nantouard
Saint-Loup-Nantouard é uma comuna francesa na região administrativa de Borgonha-Franco-Condado, no departamento de Alto Sona. Estende-se por uma área de 7,64 km². Em 2010 a comuna tinha 127 habitantes (densidade: 16,6 hab./km²).